# HD 135101
HD 135101，又名BD+19 2939，SAO 101437、HR 5659，是一颗恒星，视星等为6.68，位于銀經26.94，銀緯56.71，其B1900.0坐标为赤經15h 8m 15.2s，赤緯+19° 56.71′ 11″。